# 올리버 리드

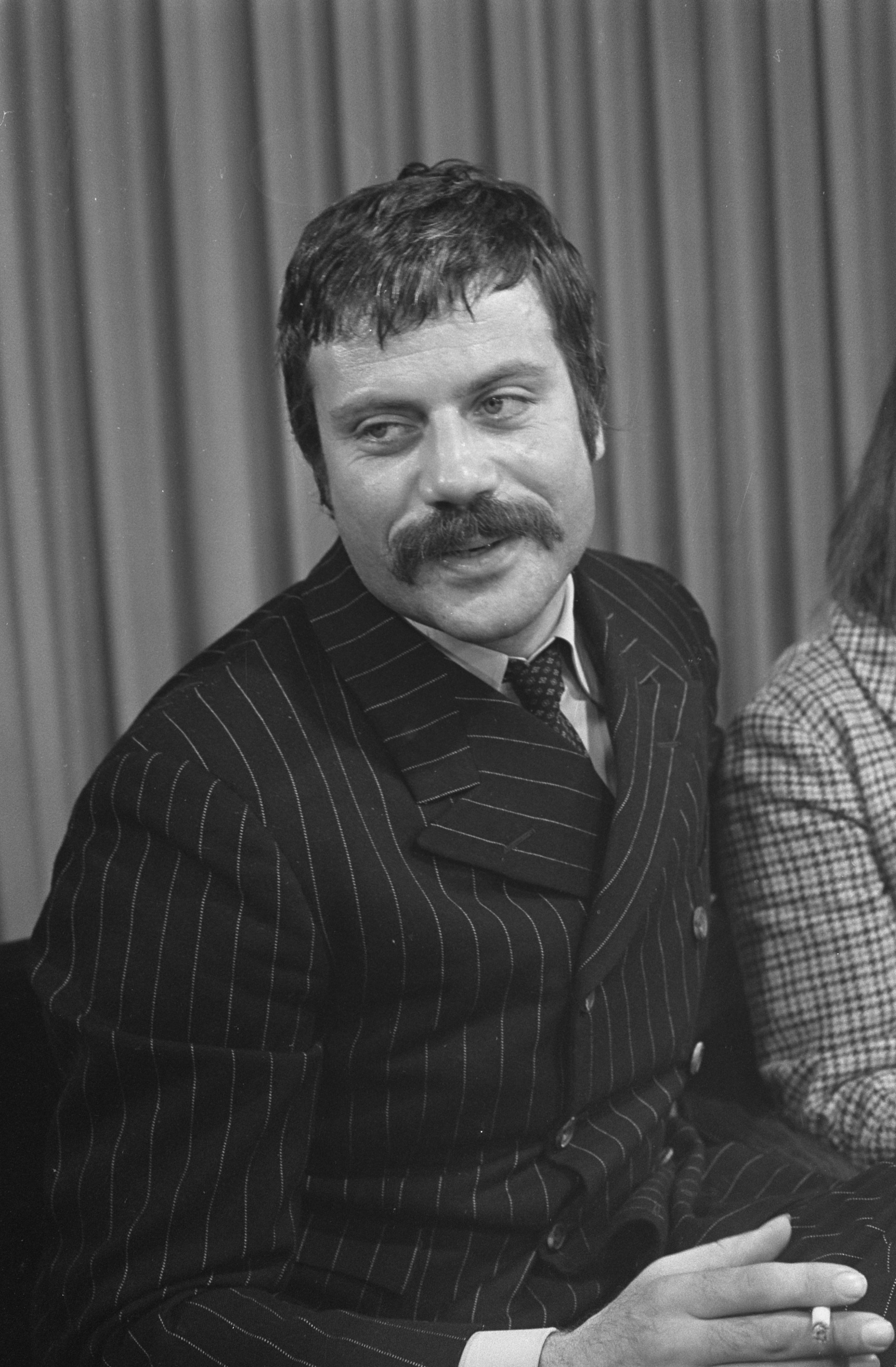

올리버 리드(영어: Robert Oliver Reed, 1938년 2월 13일 ~ 1999년 5월 2일)는 영국 런던 윔블던 태생의 영화 배우이다.

## 사망
리드는 영화 《글래디에이터》(2000) 촬영 도중 몰타 발레타에서 휴식을 취했다. 1999년 5월 2일 리드는 아이리시 바에 들렸다가 상륙 허가를 받은 영국 왕립 해군들과 술 마시기 대결을 하게 되었다. 대결 도중 리드는 쓰러졌고 그대로 향년 61세로 사망했다. 때문에 《글래디에이터》 출연 장면 일부는 컴퓨터를 이용해 가공 편집한 것으로 알려졌다. 장례식은 아일랜드 공화국 코크주 처치타운에서 열렸다. 사후 2001년 제54회 영국 아카데미 영화상에서 《글레이에이터》로 남우조연상 후보에 올랐다.

## 출연 작품

### 영화
| 연도 | 제목              | 원제                             | 배역                      | 비고 |
| ---- | ----------------- | -------------------------------- | ------------------------- | ---- |
| 1963 | 저주받은 아이들   | The Damned                       | 킹                        |      |
| 1966 | 더 트랩           | The Trap                         | 라베트                    |      |
| 1967 | 타인의 도시       | I'll Never forget What's is name | 앤드루 퀸트               |      |
| 1968 | 올리버            | Oliver!                          | 빌 사이크스               |      |
| 1969 | 사랑하는 여인들   | Women in Love                    | 제럴드 크리치             |      |
| 1969 | 알프스 대탈주     | Hannibal Brooks                  | 스티븐 "해니벌" 브룩스    |      |
| 1971 | 악령들            | The Devils                       | 위르뱅 그랑디에           |      |
| 1972 | 트리플 에코       | The Triple Echo                  | 하인                      |      |
| 1973 | 삼총사            | The Three Musketeers             | 아토스                    |      |
| 1974 | 사총사            | The Four Musketeers              | 아토스                    |      |
| 1975 | 토미              | Tommy                            | 프랭크 홉스               |      |
| 1979 | 브루드            | The Brood                        | 핼 래글런 심리치료사      |      |
| 1979 | 아프리카 불시착   | A Touch of the Sun               | 대니얼 넬슨 대위          |      |
| 1981 | 사막의 라이온     | Lion of the Desert               | 로돌포 그라치아니         |      |
| 1981 | 전사 콘돌맨       | Condorman                        | 세르게이 크로코프         |      |
| 1983 | 마담 페니 힐      | Fanny Hill                       | 에드워드 위들컴           |      |
| 1986 | 캐스터웨이        | Castaway                         | 제럴드 킹즐런드           |      |
| 1988 | 전격 미녀 특공대  | Captive Rage                     | 벨몬도 장군               |      |
| 1989 | 어셔가의 몰락     | The House of Usher               | 로더릭 어셔               |      |
| 1989 | 의적 실버브레이드 | The Lady and the Highwayman      | 필립 게이지 경            |      |
| 1989 | 블랙 리벤저       | The Revenger                     | 잭 피셔                   |      |
| 1990 | 보물섬            | Treasure Island                  | 빌리 본스                 |      |
| 1995 | 진실과 코미디     | Funny Bones                      | 토미 포크스 / 돌리 홉킨스 |      |
| 1996 | 마스터 마인드     | Die Tunnelgangster von Berlin    | 교수                      |      |
| 1998 | 예레미아          | Jeremiah                         | 사판 장군                 |      |
| 2000 | 글래디에이터      | Gladiator                        | 안토니우스 프록시모       |      |